# Joint Base Andrews
La base di Andrews o Joint Base Andrews dell'Aeronautica militare degli Stati Uniti, è la base nei pressi di Washington che ospita gli aeroplani ufficiali del presidente degli Stati Uniti, che vanno sotto il nome di Air Force One. È anche un census-designated place dello Stato del Maryland, nella contea di Prince George.
Originariamente conosciuta come Camp Springs Army Air Base, la base fu ridenominata Campo Andrews nel 1945 dopo che Frank Maxwell Andrews, una figura-chiave nello sviluppo dell'Aeronautica militare degli Stati Uniti, morì in un incidente aereo nel 1943.